# François Wendel
Pour les articles homonymes, voir Wendel.
François Jean Wendel, né le 30 juin 1905 à Strasbourg et mort le 27 juillet 1972 dans la même ville, est un historien de la Réforme et un professeur de la faculté de théologie protestante de Strasbourg, dont il fut le doyen de 1958 à 1967.

## Biographie
François Wendel est le fils de Jeanne Siegfried et de Louis Georges Wendel, chirurgien-dentiste. Il grandit à Strasbourg, faisant ses études secondaires au lycée Fustel-de-Coulanges. Il fait ensuite de brillantes études supérieures à la Faculté de Droit et des Sciences économiques de 1922 à 1928. Il y obtient un doctorat en droit grâce à une thèse très remarquée sur le mariage à Strasbourg pendant la Réforme, qui témoigne déjà de sa prédilection pour l'histoire du protestantisme. Il entre alors dans la vie active. De 1930 à 1938, il est secrétaire général de l'Office d'informations allemandes, puis du Comité alsacien d'études et d'information et enfin de l'Institut d'études européennes. De telles fonctions l'amènent à voyager en Europe, notamment dans les pays baltes et en Yougoslavie et à observer l'évolution de l'Allemagne hitlérienne. Le 6 juin 1930, il se marie à Strasbourg avec Evelyne Marguerite Belin. De cette union naissent quatre fils. 
De 1936 à 1938, il endosse le rôle de secrétaire général des Amis de l'Université de Strasbourg. Encouragé par le doyen de la Faculté de théologie Henri Strohl, il reprend ses études et il réussit les examens de licence en théologie protestante. Son goût pour l'histoire des institutions et la Réforme se confirme avec une thèse sur l'organisation de l'Église de Strasbourg entre 1532 et 1535. Cet ouvrage se fonde pour une large part sur des sources inédites. Il découvre également un certain nombre de documents précieux de Martin Bucer.
De 1939 à 1945, il part à Clermont-Ferrand, où s'est repliée l'Université de Strasbourg. Dès 1941, il est nommé maître de conférences en théologie. À la fin de la guerre, il participe activement à la reconstitution de la Bibliothèque nationale et universitaire, qu'il avait déjà aidée à protéger des nazis en camouflant certains ouvrages de ses collections. À partir de 1946, il est chargé de donner des cours d'histoire des institutions à l'Institut d'études politiques. Il exerça également pendant un an les fonctions de directeur des Archives municipales de la ville, tout en préparant sa thèse de doctorat d'État.
Il devient docteur en théologie en 1950 grâce à une synthèse sur Calvin, qui est encore une référence de nos jours. Dès lors, il est nommé en tant que professeur sans chaire, puis il obtient en 1953 la chaire d'histoire du christianisme, qu'il ne quitte plus jusqu'à sa retraite. Après s'être intéressé à la pensée de Calvin, il s'intéressa longuement à celle de Bucer, qu'il reprochait d'être souvent confuse, mais qu'il fallait à ses yeux remettre en avant au vu de son importance historique. Avec Rodolphe Peter et Jean Rott, il redonne une impulsion à l'édition de l'œuvre bucérienne en en éditant certains pans et en étant à l'origine du comité international qui entreprit sa traduction. En 1959, François Wendel est nommé à la direction du Centre de recherches d'histoire des religions, commun à la Faculté de théologie protestante, de théologie catholique et de Lettres.
Assesseur du doyen Charles Hauter, il devient lui-même doyen de la Faculté de théologie protestante de Strasbourg en mars 1958. Son titre de doyen lui permet de donner un nouvel attrait aux études de l'Humanisme et à l'histoire de la Réforme. Il met également sur pied le IIIe cycle des études en théologie protestante et il lance de une rénovation et une extension des locaux mis à la disposition de la Faculté. Il est à l'origine de la création d'enseignements nouveaux, du Centre d'études de pratique théologique, destiné à former les catéchètes, et du Centre d'étude et d'analyse patristique. Il s'assura d'établir une bonne coopération avec la Faculté de théologie catholique et de moderniser la bibliothèque. À partir de mars 1967, il est gratifié du titre de doyen honoraire.
François Wendel meurt le 27 juillet 1972. De nombreux théologiens lui rendirent hommage, comme Marc Lienhard ou Roger Mehl (qui rédigea par ailleurs sa notice nécrologique dans le quotidien national Le Monde).
Ses recherches ont contribué à ouvrir le champ de recherches sur la Réforme en milieu urbain. Il tenait beaucoup à accompagner son enseignement d'histoire du christianisme d'une initiation à l'histoire des écoles historiques et des sciences auxiliaires.
François Wendel était docteur honoris causa des universités d'Upsal et de Münster (en Westphalie). Il était également chevalier de la Légion d'honneur, ainsi que commandeur dans l'ordre des Palmes académiques et il a reçu de nombreuses distinctions étrangères (notamment de Yougoslavie, de Lituanie et de Lettonie).

## Publications principales

### Ouvrages
- Le mariage à Strasbourg à l'époque de la Réforme, 1520-1692, Strasbourg, Impr. alsacienne, 1928 - (thèse de doctorat en droit)
- L'Église de Strasbourg, sa constitution et son organisation, 1532-1535, Paris, PUF, 1942 - (thèse de licence en théologie protestante)
- Calvin. Sources et évolution de sa pensée religieuse, Paris, PUF, [1950] - (thèse de doctorat en théologie protestante de 1948, traduction anglaise en 1963 [Calvin. The origins and development of his religions thought], traduction allemande d'après le texte légèrement augmenté en 1968 [Calvin. Ursprung und Entwicklung seiner Theologie]), réédition en français en 1985.
- Martin Bucer. Esquisse de sa vie et de sa pensée, publ. à l'occasion du 4e centenaire de sa mort, Strasbourg, Société pastorale, [1951].
- Christologie de la Réforme, [Strasbourg], [s.n.], [1970] - (cours dactylographié).
- La Réforme, [Strasbourg], [s.n.], [s.d.] - (cours dactylographié).
- Les Églises protestantes d'A1llemagne à l'époque contemporaine, [Strasbourg], [s.n.], [1970].
- Calvin et l'humanisme, Paris, PUF, 1976 - (publication post-mortem d'une de ses plus importantes conférences).

### Édition critique de textes de Martin Bucer
- Résumé sommaire de la doctrine chrétienne, Paris, [s.n.], 1951
- De regno Christi libri duo 1550, Paris, Gütersloh, 1955 - (aussi dans Martini Buceri Opera. Opera latina, 15)
- Du royaume de Jésus-Christ. Traduction française de 1559, Paris, Gütersloh, 1954 - (aussi dans Martini Buceri Opera. Opera latina, 15 bis)

### Articles
François Wendel a rédigé durant toute sa carrière universitaire une multitude d'articles. Il a écrit notamment dans L'Alsace française, Christianisme social, La semaine protestante, le Bulletin de la Société d'histoire du protestantisme français et La Quinzaine protestante. Il est l'auteur de treize articles de fond et de presque trois cents comptes rendus de la Revue d'histoire et de philosophie religieuses, à laquelle il réservait la plupart de ses recherches.

## Distinctions
- Commandeur de l'ordre des Palmes académiques
- Chevalier de la Légion d'honneur